# Eleccions al Parlament del Regne Unit de 1979
Les eleccions al Parlament del Regne Unit de 1979 es van celebrar el 3 de maig de 1979. El Partit Conservador va guanyar al Partit Laborista, molt desgastat per la greu crisi econòmica, l'alta taxa d'atur, les protestes d'hivern de 1978 i el fracàs del referèndum escocès de 1978. Per primer cop en la història del Regne Unit, una dona, Margaret Thatcher, seria primer ministre.

## Resultats
| Partit                             | Líder                     | Vot popular | %     | Escons | Canvi (de 1979) |
| Partit Conservador                 | Margaret Thatcher         | 13.697.923  | 43,9% | 339    | -62             |
| Partit Laborista                   | James Callaghan           | 11.532.218  | 36,9% | 269    | -50             |
| Partit Liberal                     | David Steel               | 4.313.804   | 13,8% | 11     | -2              |
| Partit Nacional Escocès            | Gordon Wilson             | 504.259     | 1,6%  | 2      | -9              |
| Partit Unionista de l'Ulster       | Harry West                | 254.578     | 0,8%  | 5      | -1              |
| Plaid Cymru                        | Gwynfor Evans             | 132.544     | 0,4%  | 2      | -1              |
| Social Democratic and Labour Party | John Hume                 | 126.325     | 0,4%  | 1      |                 |
| Partit Unionista Democràtic        | Ian Paisley               | 70.795      | 0,3%  | 3      | +2              |
| Partit Unionista Unit de l'Ulster  | Reg Empey                 | 39.856      | 0,1%  | 1      | +1              |
| Republicans independents           | Frank Maguire/Bobby Sands | 22.398      | 0,1%  | 1      |                 |
| Partit Ecologista                  |                           | 39.918      | 0,3%  | -      | 0               |
| National Front                     | Tom Holmes                | 191.719     | 0,6%  | -      | 0               |
| Mebyon Kernow                      | Richard Jenkin            | 4.164       | 0,1%  | -      | 0               |
| Partit Nacionalista Còrnic         | James Whetter             | 227         | 0,00% | -      | 0               |